# Gage (finance)
Pour les articles homonymes, voir Gage.
Dans la finance médiévale, un gage ou un gage sur la terre était un nantissement de la part de l'usufruitier sur un bien immobilier. Il se pratiquait sous deux formes : 
- le gage mort (écossais wad deid, français mort-gage, allemand Totsatzung) ;
- le gage vivant (gallois prid, Fr vif-gage, G Zinssatzung).

Lorsqu'un tenancier ou un propriétaire avait besoin de liquidités, il pouvait mettre en gage son droit de succession sur la terre pour garantir un prêt d'argent. Étant donné que la garantie gagée était généralement un bien immobilier qui générait des revenus (par exemple, une ferme qui produisait des récoltes, un moulin qui transformait des aliments, un pâturage qui fournissait du lait ou de la laine, etc.), le prêteur recevait les loyers et les bénéfices de la terre. Selon les termes du gage-vivant, ces loyers et bénéfices réduisaient le montant que l'emprunteur devait, tandis que dans le cas d'un gage mort, ça ne l'était pas. Cela signifiait que si la propriété était suffisamment prospère ou le prêt assez petit, une propriété en gage vivant pouvait rembourser la dette elle-même ; en d'autres termes, elle le racheté. En revanche, avec un gage mort, les loyers et les bénéfices de la propriété ne servaient pas à couvrir le capital mais seulement les intérêts, ce qui en faisait une forme d'usure. En conséquence, les gages morts ont été dénoncées comme immorales / illégales parmi les théologiens catholiques.